# Bom Dia Brasil
Bom Dia Brasil é um telejornal matinal brasileiro produzido pela TV Globo. Exibido desde 3 de janeiro de 1983, apresenta as notícias da madrugada, a repercussão dos fatos do dia anterior no Brasil e no mundo, com a análise de comentaristas, e a agenda de acontecimentos para o dia, além de eventuais entrevistas ao vivo. O noticiário também abre espaço para assuntos que dizem mais respeito ao dia-a-dia do cidadão brasileiro.
O telejornal é ancorado por Ana Paula Araújo e conta com participações ao vivo de Sabina Simonato, Heraldo Pereira, Aline Aguiar e Cecília Malan (respectivamente de São Paulo, Brasília, Belo Horizonte e Londres). Conta também com Miriam Leitão e Gerson Camarotti comentando respectivamente sobre economia e política, Débora Gares trazendo as últimas notícias do esporte e Thaís Luquesi apresentando a previsão do tempo.

## História
O telejornal foi inspirado no Good Morning America e estreou em 3 de janeiro de 1983 com apresentação de Carlos Monforte, transmitido direto de Brasília. No início, o formato  era essencialmente político e econômico e não dava vez para outros assuntos. Raramente eram dadas notícias de outros estados brasileiros.  Esse foi o formato do Bom Dia até 29 de março de 1996.  Com a estreia do Intercine, houve a inversão de horários: o BDBR passou a ser exibido às 7:30 e o Bom Dia Praça às 7:00.
Três dias depois, em 1 de abril de 1996, com as mudanças ocorridas no telejornalismo da Rede Globo, estreava um Bom Dia Brasil totalmente reformulado. A apresentação era de Renato Machado e Leilane Neubarth no Rio de Janeiro, Chico Pinheiro em São Paulo e Carlos Monforte em Brasília. Desde então, vários apresentadores passaram pela apresentação do telejornal.
Em junho de 2006, quando o telejornal iniciava oficialmente sua cobertura da Copa do Mundo da Alemanha, o Bom Dia Brasil ganhou novo cenário, mais ampliado, e nova vinheta. Isso aconteceu na mesma semana da abertura oficial do Mundial.[carece de fontes?]
Em 21 de janeiro de 2019, o jornal passou a ser exibido às 8 da manhã, com uma hora de duração, dando um acréscimo de trinta minutos no Bom Dia Praça.
No dia 5 de agosto de 2019, o Bom Dia Brasil inaugurou uma nova fase, com novo formato e cenário, novas vinhetas, trilhas sonoras, nova identidade visual e novos grafismos.

## Apresentadores

### Histórico
Desde 1983, vários apresentadores já passaram pelo jornal. Carlos Monforte comandou a primeira edição do Bom Dia em 3 de janeiro de 1983, que tinha meia hora de duração. Um ano depois, a apresentação ficou também com Álvaro Pereira, além de Carlos Monforte.
Em maio de 1989, houve uma mudança no quadro de âncoras dos telejornais da Globo, mas não houve mudanças significativas no Bom Dia Brasil, com a integração de Rodolpho Gamberini à equipe de apresentadores. Ficou assim até 1991, quando Monforte tornou-se repórter especial do Jornal da Globo, sendo substituído por Antônio Augusto.[carece de fontes?]
Três anos depois, em 1994, Antônio foi substituído por Luiz Carlos Braga, mas com as mudanças do telejornalismo da Globo em 1996, Renato Machado o substituiu, estreando também Leilane Neubarth com a participação de Chico Pinheiro de São Paulo e Carlos Monforte de Brasília. No final da década de 1990, Monforte saiu da TV Globo e em seu lugar, assumiu a repórter Cláudia Bomtempo, nos estúdios de Brasília. Na mesma época, em 1998, Chico Pinheiro deixaria o Bom Dia para se dedicar ao SPTV e em seu lugar, entrou Carlos Nascimento.[carece de fontes?] Em outubro de 2000, o telejornal estreou um novo formato, ficando mais dinâmico e com mais espaço para os comentaristas Alexandre Garcia, Miriam Leitão e Ricardo Boechat. Passaram a haver mais entradas ao vivo de Recife e Belo Horizonte e outras praças. Além de Renato Machado e Leilane Neubarth, o programa tinha também a participação fixa de José Roberto Burnier, em São Paulo, e Cláudia Bomtempo, em Brasília. No início de 2003, Leilane Neubarth passou a se dedicar a reportagens especiais, e Renata Vasconcellos, depois de seis anos na GloboNews, passou a ser a nova parceira de Renato Machado. Em 2009, a apresentação dos estúdios de Brasília mudou novamente: Zileide Silva substituiu Cláudia Bomtempo, que voltou para as reportagens.[carece de fontes?]
Em abril de 2010, Carla Vilhena deixou o SPTV, onde estava havia oito anos, e passou a ancorar o bloco de notícias de São Paulo no Bom Dia Brasil. Mariana Godoy deixa o Bom Dia Brasil e assume o lugar de Carla Vilhena no SPTV. Em junho de 2011, Renato Machado passou a ser correspondente especial do Bom Dia Brasil em Londres e em seu lugar, retorna Chico Pinheiro, após treze anos como âncora do SPTV.
Em outubro de 2013, Renata Vasconcellos deixou a bancada depois de quase onze anos, para integrar o Fantástico e Ana Paula Araújo a substituiu no telejornal. Ainda em 2013, Giuliana Morrone e Rodrigo Bocardi assumiram o comando, respectivamente em Brasília e São Paulo, substituindo Zileide Silva e Carla Vilhena.[carece de fontes?]
Em 11 de dezembro de 2015, Renato Machado deixou o Bom Dia Brasil depois de quase vinte anos como apresentador e correspondente, sendo substituído por Cecília Malan em Londres e retornando ao Brasil para participar como repórter especial do Globo Repórter.
Em julho de 2018, Mariana Gross estreou no jornal cobrindo as férias da titular Ana Paula Araújo. Alexandre Garcia deixou a Globo em dezembro, depois de trinta anos na emissora. Foi substituído nos comentários dos assuntos de política do telejornal por Gerson Camarotti, que estreou no início de 2019. Em 27 de março desse mesmo ano, foi anunciada a saída de Cris Dias da emissora, e com isso, Carol Barcellos passou a comentar o quadro esportivo. Em junho, a correspondente em Londres, Cecília Malan, afastou-se temporariamente das atividades, grávida de oito meses, por licença-maternidade, sendo substituída pela repórter esportiva Marina Izidro.
Em 14 de maio de 2021, a TV Globo anunciou que Giuliana Morrone deixaria a bancada do telejornal em Brasília e passaria a fazer participações no Jornal da Globo e no Jornal das Dez, sendo substituída por Heraldo Pereira, o que ocorreu a partir de 5 de julho.
Chico Pinheiro comandou o telejornal pela última vez em 15 de abril de 2022, pedindo demissão da Globo em 29 de abril, depois de 26 anos na emissora.